# 五十鈴川
五十鈴川（いすずがわ）は、三重県の伊勢市を流れる宮川水系の一級河川である。

## 概要
伊勢市南部に源を発し北流。伊勢市街を流れ、伊勢湾に注ぐ。
倭姫命が御裳のすその汚れを濯いだという伝説があり、御裳濯川（みもすそがわ）の異名を持つ。古くから清流とされ、和歌にも多く歌われてきた。

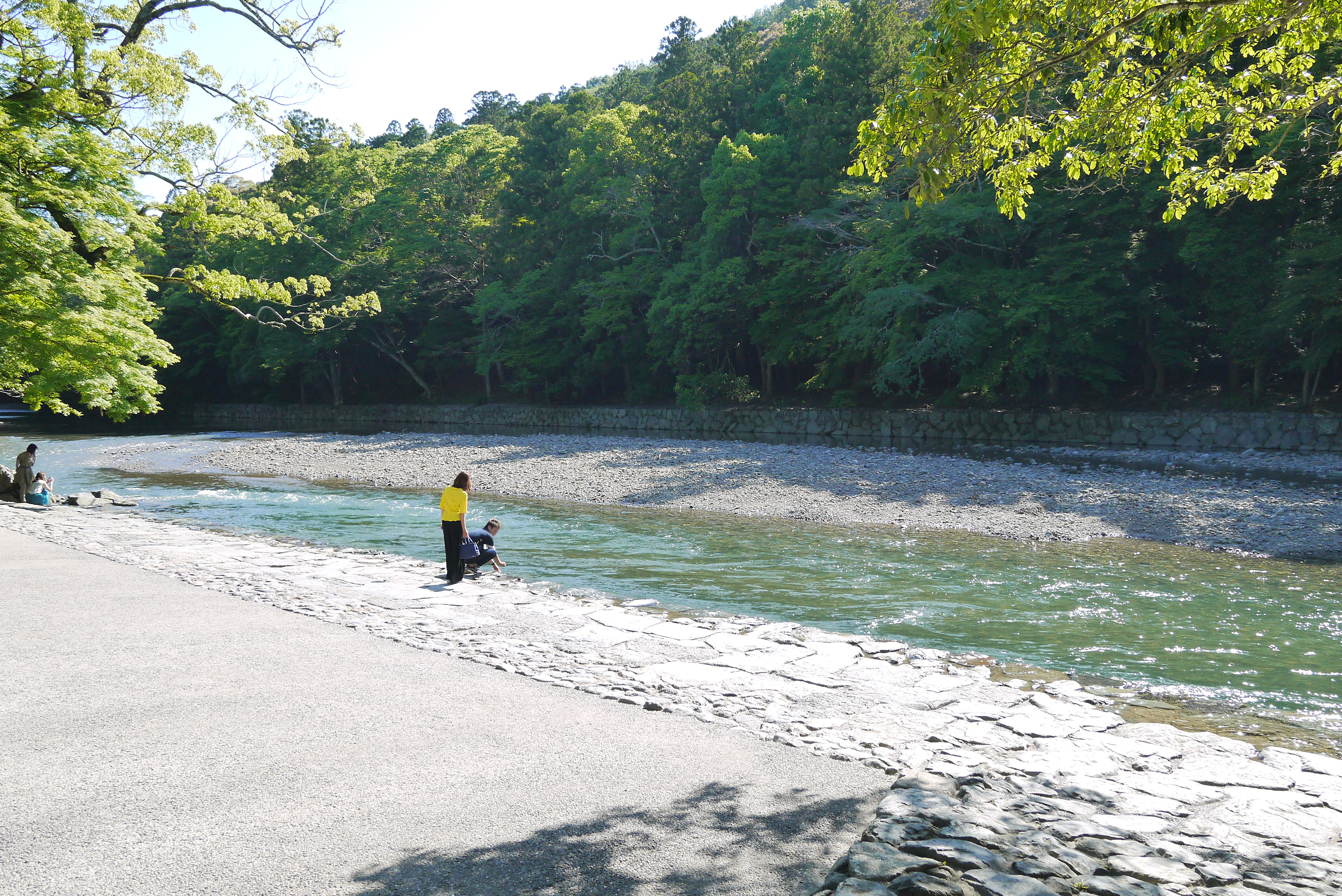
皇大神宮（伊勢神宮内宮）の御手洗場

神路山を源流とし、支流島路川と合流、皇大神宮（伊勢神宮内宮）の西端を流れており、御手洗場（みたらしば）が作られている。この御手洗場では、かつては手洗いだけではなく、口濯ぎまで行われた。現在でも伊勢神宮の公式ウェブサイトで「神聖な川、清浄な川として知られる五十鈴川の水で心身ともに清めてから参宮しましょう」「天気のいい日は五十鈴川「御手洗場」で、口と手を清めることをお勧めします」と記載され、推奨されている。

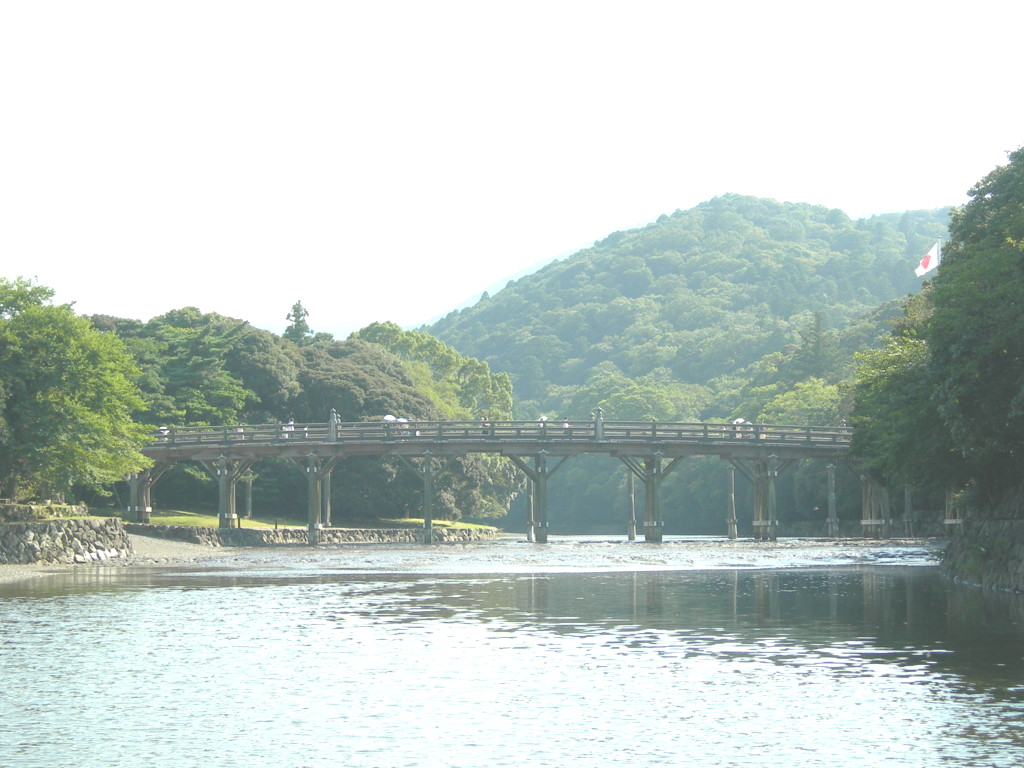
宇治橋

この川に架かる宇治橋は、聖俗界を分ける境界といわれる。
川にはコイが棲息していたが、参拝者が投げ入れる硬貨などで口を詰まらせる被害が後を絶たない為、神宮内の池に移され保護されている。

## 主な支流
五十鈴川派川（分流）
河口付近では五十鈴川派川と分かれ本流は勢田川と合流しているが、1498年（明応7年）の東海・東南海・南海連動型地震である明応地震によって流路が変わったためであり、朝熊山麓を東流して二見浦の夫婦岩の東側で伊勢湾へ注ぐ現在の五十鈴川派川が以前の本流であったという。五十鈴川に囲まれた伊勢市二見町は三角州のような形状であるが、三角州ではあり得ない標高約120mの音無山がある。

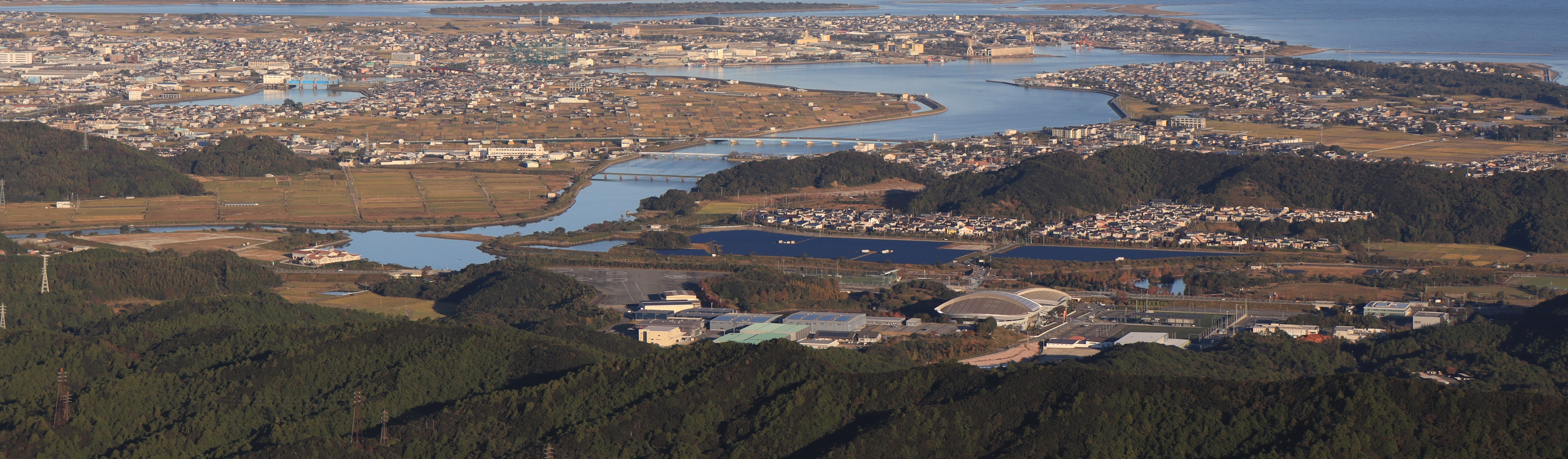
五十鈴川の河口付近で合流する支流の勢田川、右手前に五十鈴川派川（分流）、最上端に宮川、右上端に伊勢湾

島路川
伊勢神宮内宮付近で、五十鈴川本流と合流している。

## その他
- 「五十鈴川」という名前は、伊勢貞丈著「安斎随筆」によれば、伊勢津彦を語源とした伊勢津川からの伝語ではないか、とする[5]。倭姫命記（世記）には、天から河辺に五十の鈴が降ったのが語源とあるが、正当な古書等の裏付けがなく創作であるとする[5]。
- いすゞ自動車の社名の由来である。
- 日本海軍の軽巡洋艦の五十鈴および海上自衛隊の護衛艦の「いすず」は、この五十鈴川にちなんで命名された。
- 神道の高等学校である大阪国学院浪速高等学校では、1年生時に「伊勢修養学舎」を行っている。その中で、早朝この五十鈴川にて禊を行っている。
- 宮崎県にも同名の「五十鈴川」という二級河川がある。東臼杵郡門川町および美郷町を流れる。
- 五十鈴川駅近辺は、ライトノベル：半分の月がのぼる空のあるシーンで登場している。

## ギャラリー

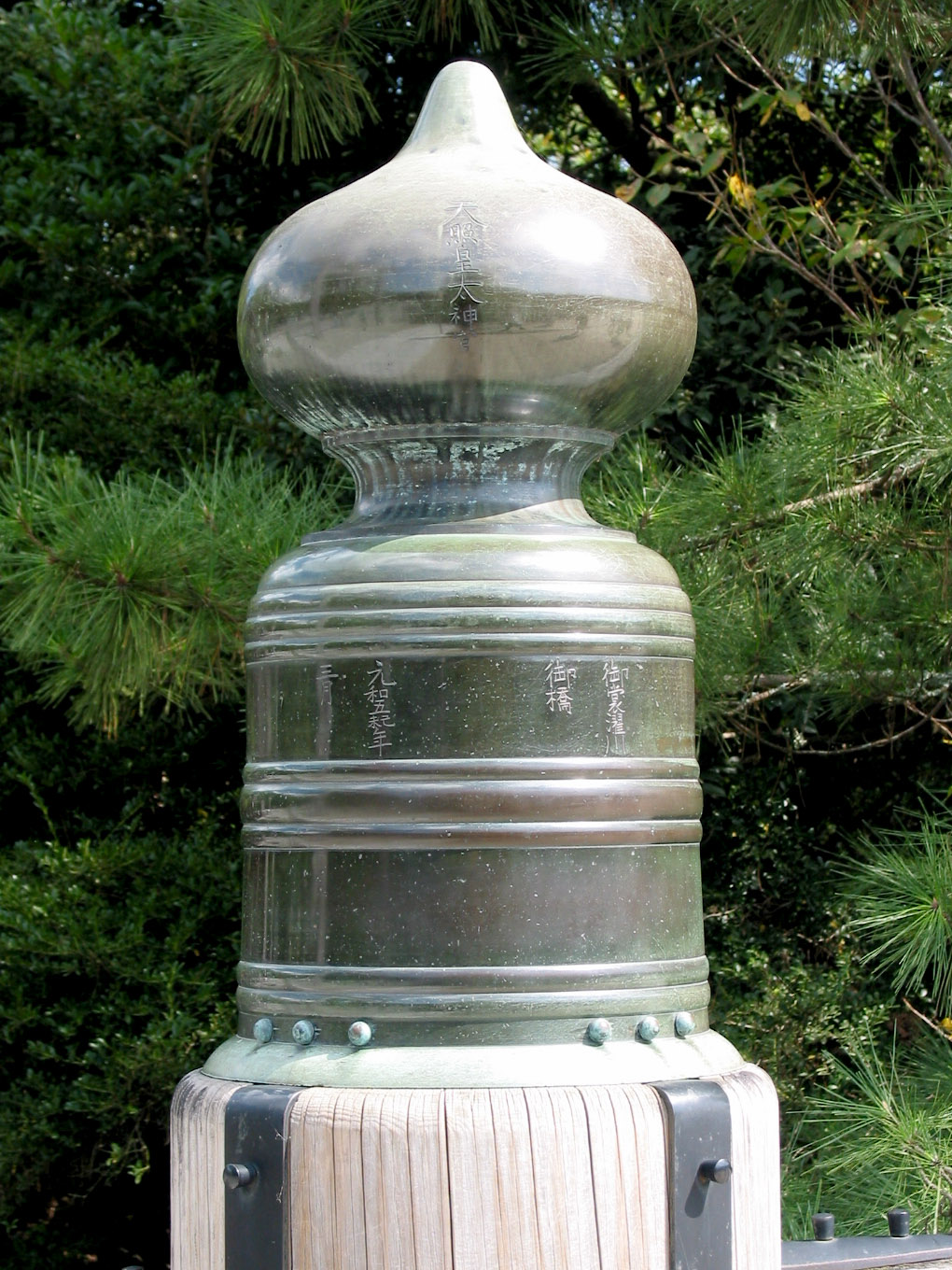
「御裳濯川御橋」の刻印がある宇治橋の擬宝珠
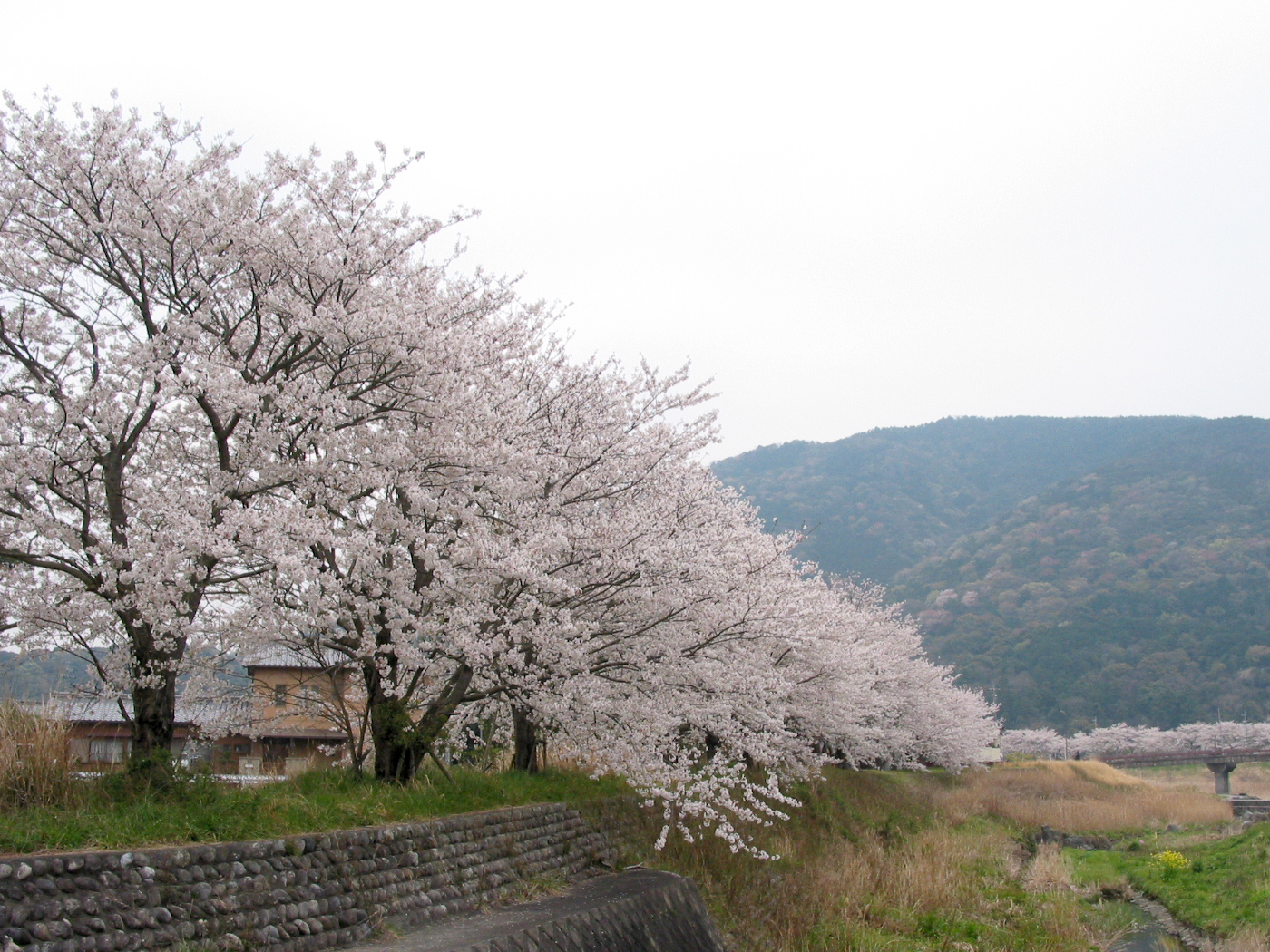
五十鈴川堤の桜
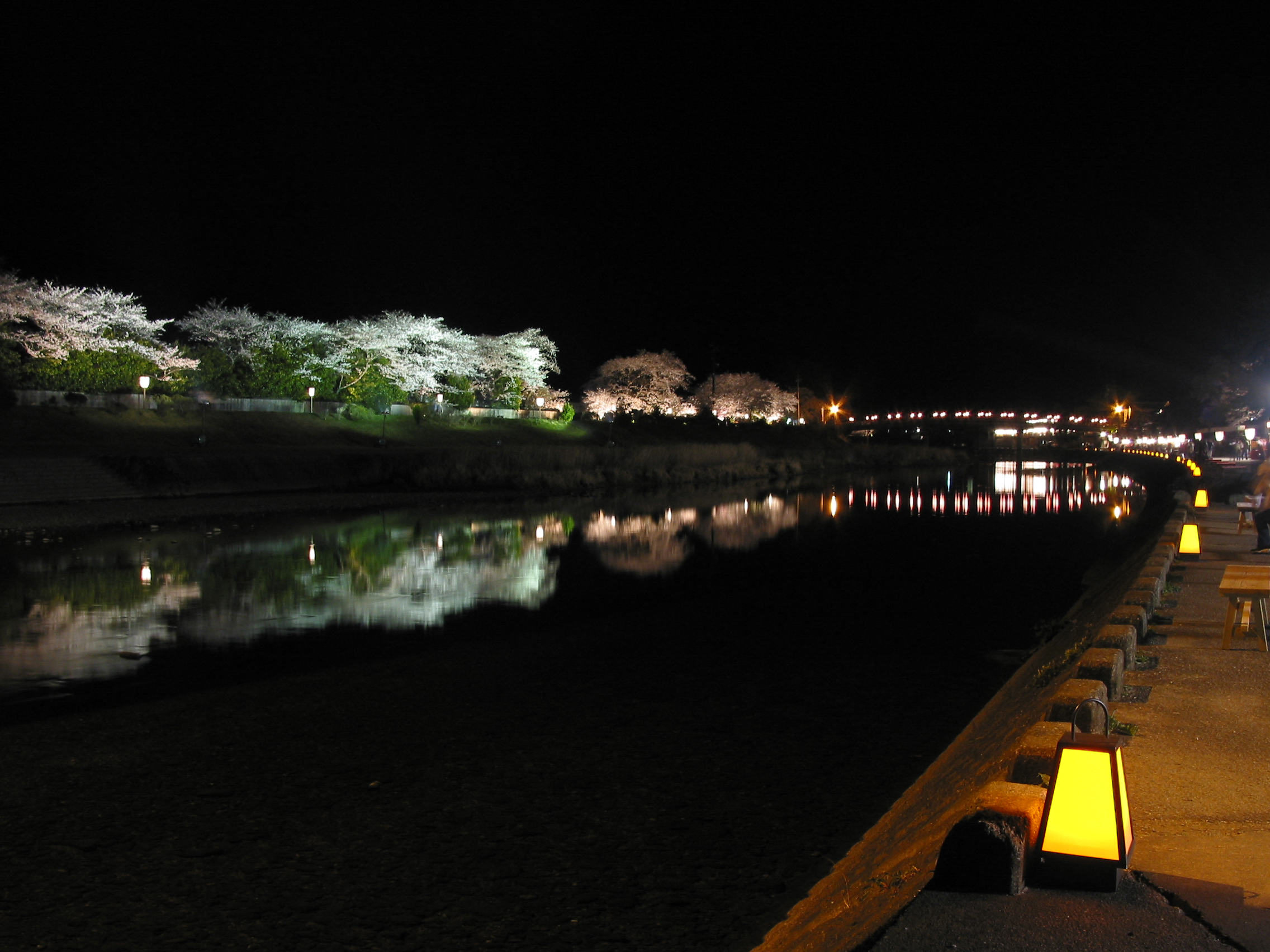
五十鈴川の川面に映る夜桜のライトアップ